# Swingers
Swingers, és una pel·lícula estatunidenca dirigida per Doug Liman, estrenada el 1996. Ha estat doblada al català.

## Argument
Mike ha abandonat la costa est, la seva mare i els seus estudis per Hollywood amb la finalitat d'exercir l'ofici d'actor. Però una qüestió el preocupa. Per què la seva amiga ha trencat recentment amb ell després de sis anys de relació? Quan la telefonarà ? Els seus companys, Trent, Bob, Charles i Sue, intenten en va de distreure'l. Però Mike és un aixafa-guitarres. Fins que, amb gran alleujament de tots, es posa a flirtejar amb una dona anomenada Lorraine.

## Repartiment
- Jon Favreau: Mike
- Vince Vaughn: Trent
- Ron Livingston: Rob
- Patrick Van Horn: Sue
- Alex Desert: Charles
- Heather Graham: Lorraine
- Deena Martin: Christy
- Katherine Kendall: Lisa
- Brooke Langton: Nikki
- Rio Hackford: Skully
- Vernon Vaughn: $100 Gambler
- Maddie Corman: Peek-ha-Boo Girl

## Premis
- 1996: National Board of Review: Esment especial
- 1996: Premis Satellite: Nominada a Millor pel·lícula comèdia o musical
- 1997: Premis del Cinema Europeu: Nominada al Premi Screen International

## Banda sonora
1. You're Nobody 'til Somebody Loves You (Dean Martin)
2. Paid for Loving (Love Jones)
3. With Plenty of Money and You (Count Basie i Tony Bennett)
4. You and Me and the Bottle Makes 3 Tonight (Baby) (Big Bad Voodoo Daddy)
5. Knock Me Kiss (Louis Jordan)
6. Wake Up (The Jazz Jurat)
7. Groove Me (King Floyd)
8. I Wan'na Be Like You (Big Bad Voodoo Daddy)
9. Mucci's Jag MK II (Joey Altruda)
10. King of the Road (Roger Miller)
11. Pictures (The Jazz Jurat)
12. She Thinks I Still Care (George Jones)
13. Car Train (The Jazz Jury)
14. Pick Up the Pieces (Average White Band)
15. Go Daddy-O (Big Bad Voodoo Daddy)
16. I'm Beginning to See the Light (Bobby Darin)